# Segle XXVII aC

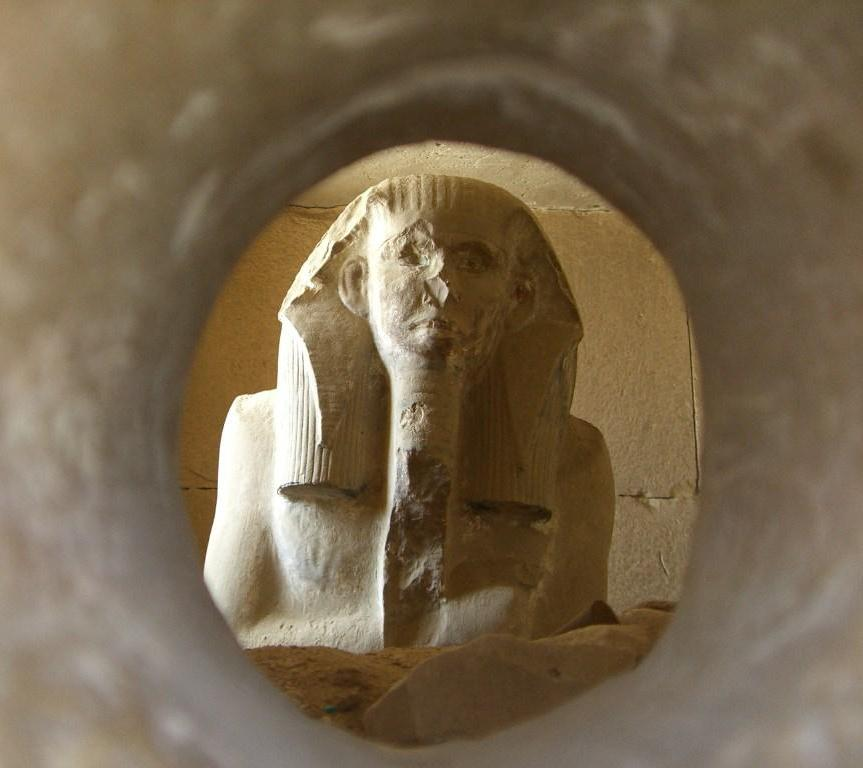
Imatge de Djoser al seu temple funerari.

El segle XXVII aC és un període de l'edat antiga caracteritzat pel domini territorial creixent d'Egipte i els regnes de Mesopotàmia, que assimilen els regnes limítrofs o els sotmeten a vassallatge. Les dues corts s'omplen de funcionaris especialitzats que administren les terres i recopilen la ciència del seu temps. Inclou els esdeveniments transcorreguts entre els anys 2700 aC i 2601 aC

## Política
S'inicia el període del Regne antic d'Egipte, amb Djoser com a faraó més destacat. Durant aquesta època, augmenta la centralització i el poder reial, que s'encarrega de dur a terme grans obres d'infraestructura per garantir una producció agrícola constant. Se sotmeten els pobles de Núbia, Líbia i parcialment el Líban. Mentrestant, a la Xina governa el mític Emperador Groc, el qual destaca per les codificacions mèdiques jurídiques. Igualment mític és Guilgameix, un rei divinitzat d'Uruk que hauria viscut durant aquest segle.

## Economia i societat
El blat de moro esdevé un element central de la dieta i el comerç mesomaericà, amb exportacions cap al sud. La importància d'aquest producte fa que, posteriorment, es trobi com a atribut de divinitats, monarques i ciutats. La fusta de cedre libanesa és el principal material del qual es fan bigues i vaixells i, per tant, augmenta les ànsies de control dels seus boscos. Un altre producte destacable és la seda xinesa, conreada per fer teles i pintures de gran luxe que s'exporten a diversos pobles veïns.

## Invencions i descobriments
Imhotep va idear nous mètodes constructius que van permetre aixecar les piràmides, a banda de recollir la sapiència del seu temps per als governadors. La joieria assoleix un gran auge.
A Mesopotàmia, l'escriptura cuneïforme es va anar tornant progressivament més abstracta, perdent les similituds pictogràfiques amb els objectes. Aquesta abstracció va permetre augmentar-ne l'ús per a designar nous conceptes, menys lligats a la realitat i, d'aquesta manera, va ajudar a transcriure la literatura.

## Art, cultura i pensament
Durant aquest segle, va fer eclosió l'art egipci clàssic, amb construccions de piràmides, monuments als seus déus i pintures jeroglífiques als murs de palaus i temples. Es van iniciar, per exemple, els treballs previs a la necròpolis de Guiza, on reposarien les restes mortals dels faraons, cada cop més divinitzats.
Apareixen les primeres versions de l'Epopeia de Guilgameix.